# Internationales Jugendprogramm
Das Internationale Jugendprogramm, mittlerweile in Deutschland The Duke of Edinburgh's International Award - Germany e. V. genannt, ist eine international anerkannte Auszeichnung für junge Menschen zwischen 14 und 24 Jahren. Der Award ist ein Rahmenprogramm zur eigenverantwortlichen und selbstgesteuerten Persönlichkeitsentwicklung. Nach Angaben des Trägervereins haben bisher über 8 Millionen Jugendliche aus mehr als 140 Ländern an dem The Duke of Edinburgh´s Award-Programm teilgenommen (Stand: 2019).

## Inhalte des Programms
In den Programmbereichen Engagement, Fitness, und Talent, setzen die Teilnehmenden sich jeweils Ziele mithilfe der SMART-Methode. Je nach Stufe dauert die Teilnahme zwischen sechs Monaten und zwei Jahren. Damit wird kontinuierlich mehr Einsatz, Eigenverantwortlichkeit und Durchhaltevermögen gefordert. Außerdem nehmen junge Menschen an Expeditionen teil, die sie selbst planen und durchführen. Bei diesen Expeditionen wird gecampt und meistens gewandert, für zwei bis zu vier Tagen am Stück.

## Geschichte
Aus dem im Jahr 1956 im Vereinigten Königreich vom deutschen Erlebnispädagogen Kurt Hahn und von Philip, Duke of Edinburgh, gemeinsam gegründeten The Duke of Edinburgh´s Award entwickelten sich bislang in ca. 130 Staaten organisierte nationale Programme. Jungen hatten ab dem Jahr 1956 Zugang zum Programm, Mädchen ab dem Jahr 1958.
In Deutschland wurde 1996 der Trägerverein vom Weltverband International Association of the Duke of Edinburgh's Award als nationaler Programmherausgeber anerkannt. Dieser ist gemeinnützig und ein anerkannter freier Träger der Jugendhilfe. 

## Struktur und Ziele
Bildungseinrichtungen, die das Programm ihrer Zielgruppe anbieten wollen, können vom Trägerverein hierfür eine Lizenz erhalten.
Der Duke Award fördert in Anlehnung an die Pädagogik von Kurt Hahn praktisches Handeln, soziales Engagement, persönliche Erfahrungen im Bereich Natur und Umwelt, sportliche Betätigungen und Hobbys. Über die Programmteile Dienst, Talente, Fitness, Projekt und Expedition sowie über die Stufen Bronze, Silber und Gold sollen Kinder und Jugendliche geschult und zu Aktivitäten ermutigt werden. Neben der Möglichkeit zum praktischen Handeln werden den Teilnehmern auch Spaß, Abenteuer und Gelegenheiten zur Knüpfung neuer Freundschaften geboten. Die Qualifikationen wie Eigeninitiative, Zuverlässigkeit, Teamfähigkeit und Planungskompetenz sollen gefördert werden. 
Im Vereinigten Königreich ist das Award-Programm weit bekannt, und 2,4 Millionen Teilnehmer aus dem Vereinigten Königreich haben eine der Stufen des Awards erlangt (Stand: 2016). An britischen Universitäten können Fähigkeiten, die bei der Teilnahme am Award-Programm entwickelt wurden, u. U. bei der Bewerbung um einen Studienplatz mitberücksichtigt werden.